# الدعم الأجنبي لفنلندا في حرب الشتاء

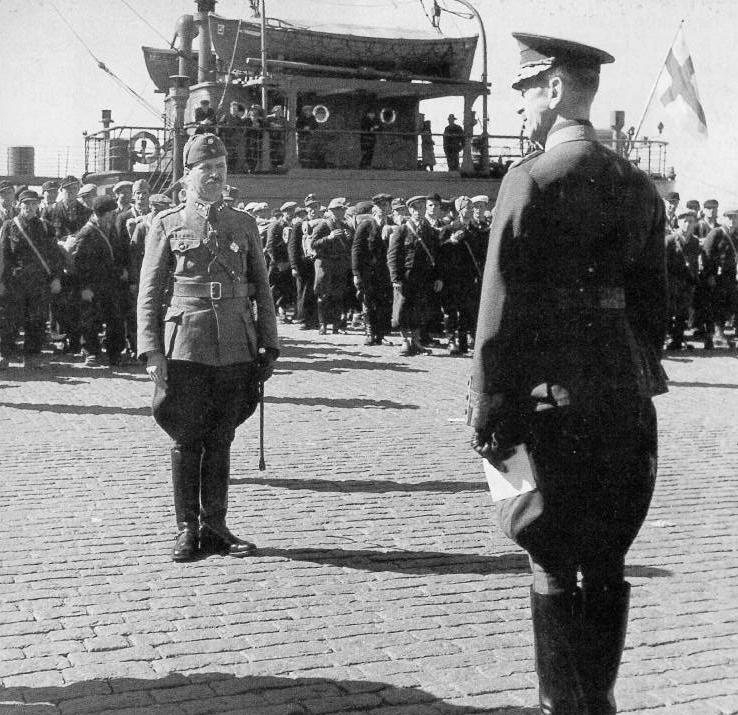
متطوعون مجريون يغادرون فنلندا بعد حرب الشتاء. وكان يقود المجموعة الكابتن إيمري كيميري ناجي. وكان في وداعه الفريق أوسكار إنكل.

كان الدعم الأجنبي لفنلندا في حرب الشتاء عبارة عن عتاد ومقاتلين ودعم معنوي للنضال الفنلندي ضد الاتحاد السوفيتي في حرب الشتاء. أيد الرأي العالمي عامة القضية الفنلندية. لم تكن الحرب العالمية الثانية قد بدأت بشكل جدي بعد وكانت معروفة للجمهور باسم الحرب الزائفة. في ذلك الوقت، شهدت حرب الشتاء القتال الحقيقي الوحيد في أوروبا إلى جانب الغزو الألماني والسوفيتي لبولندا، وبالتالي كان لها اهتمام عالمي كبير. اعتبر العدوان السوفيتي بشكل عام غير مبرر. أرسلت منظمات أجنبية مختلفة مساعدات مادية، مثل الإمدادات الطبية. عاد المهاجرون الفنلنديون في الولايات المتحدة وكندا إلى ديارهم، وسافر العديد من المتطوعين (أحدهم الممثل المستقبلي كريستوفر لي) إلى فنلندا للانضمام إلى القوات الفنلندية، حوالي: 8700 سويدي، 1010 دنماركي (بما في ذلك كريستيان فريدريك فون شالبورغ، قبطان في حرس الإنقاذ الملكي الدنماركي) وقائد فيلق الدنمارك الحر لاحقًا، وهي وحدة تطوعية أنشأتها ألمانيا النازية في الدنمارك خلال الحرب العالمية الثانية)، حوالي 1000 إستوني، 850 أوكراني، 725 نرويجيًا، 372 إنغيريًا، 366 مجريًا، وصل 346 مغتربًا فنلنديًا وأكثر من 20 لاتفيًا و190 متطوعًا من جنسيات أخرى إلى فنلندا قبل انتهاء الحرب.
أدان البابا بيوس الثاني عشر عشر الهجوم السوفيتي في 26 ديسمبر 1939 في خطاب ألقاه في الفاتيكان وتبرع في وقت لاحق بصلاة موقعة ومختومة نيابة عن فنلندا.